# Calau de Walden
El calau de Walden (Aceros waldeni) és una espècie d'ocell de la família dels buceròtids (Bucerotidae) que habita els boscos de les illes Panay, Guimaras i Negros, a les Filipines.